# NN Большого Пса
NN Большого Пса (лат. NN Canis Majoris), HD 58011 — одиночная переменная звезда в созвездии Большого Пса на расстоянии (вычисленном из значения параллакса) приблизительно 15030 световых лет (около 4608 парсеков) от Солнца. Видимая звёздная величина звезды — от +7,3m до +7,05m.

## Характеристики
NN Большого Пса — бело-голубой сверхгигант или яркий гигант, эруптивная переменная Be-звезда типа Гаммы Кассиопеи (GCAS) спектрального класса B1/B2Ib/IInne или B1/2Iab/IInne.